# ایفی آلن
ایفی آلن (انگلیسی: Iffy Allen؛ زادهٔ ۱۵ مارس ۱۹۹۴) بازیکن فوتبال اهل بریتانیا است.
از باشگاه‌هایی که در آن بازی کرده‌است می‌توان به باشگاه فوتبال یئوویل تاون، باشگاه فوتبال تورکی یونایتد، باشگاه فوتبال وینگیت و فینشلی، باشگاه فوتبال ردهیل، باشگاه فوتبال بارنت، و باشگاه فوتبال کینگستونیان اشاره کرد.